# Branâ Keternâ
Branâ Keternâ szwajcarska grupa folkowa powstała w 2003 roku. W swojej muzyce łączą  m.in. wpływy irlandzkie, szkockie, bretońskie oraz skandynawskie.

## Skład zespołu
- Chrigel Glanzmann - gitara, mandola, irlandzkie dudy, flety
- Andrea Greter - śpiew, perkusja
- Toby Roth - akordeon
- Marius Raiber - bodhrán, djembe, darbuka
- Linda: Fiddle - śpiew
- Elena Konstantinidis - altówka, skrzypce
- Päde Kistler - gitara, dudy
- Roger Zemp - davul, darbuka, bębenek

## Albumy
- Jod